# Chelatchie
Chelatchie az Amerikai Egyesült Államok északnyugati részén, Washington állam Clark megyéjében elhelyezkedő önkormányzat nélküli település.
A település az 1860-as évek óta lakott. A Chelatchie név a klickitat indiánok „ch’álacha” szavából ered, melynek jelentése „völgy magas páfrányokkal”.
A Chelatchie Prairie Railroad vasútvonala 1948-ban érte el a települést, melynek mentén az International Paper Company furnérüzemet nyitott.

## Fordítás
- Ez a szócikk részben vagy egészben  a   Chelatchie, Washington című angol Wikipédia-szócikk ezen változatának fordításán alapul.  Az eredeti cikk szerkesztőit annak laptörténete sorolja fel. Ez a jelzés csupán a megfogalmazás eredetét és a szerzői jogokat jelzi, nem szolgál a cikkben szereplő információk forrásmegjelöléseként.